# Sailly-Flibeaucourt
Sailly-Flibeaucourt är en kommun i departementet Somme i regionen Hauts-de-France i norra Frankrike. Kommunen ligger i kantonen Nouvion som tillhör arrondissementet Abbeville. År 2022 hade Sailly-Flibeaucourt 1 014 invånare.

## Befolkningsutveckling
Antalet invånare i kommunen Sailly-Flibeaucourt
| Referens: INSEE |